# Erioptera parva
Erioptera parva là một loài ruồi trong họ Limoniidae. Chúng phân bố ở miền Tân bắc và Neotropic.